# (74428) 1999 BX3
(74428) 1999 BX3 – planetoida z pasa głównego asteroid okrążająca Słońce w ciągu 5,51 lat w średniej odległości 3,12 j.a. Odkryta 20 stycznia 1999 roku.